# Rihla
Rihla (en àrab: رحلة) es un terme àrab que es refereix tan a un viatge com a un gènere literari, molt comú en el món musulmà medieval, que és la crònica de viatge i que està associada a la idea de viatge en cerca de la saviesa. Usualment fa referència a la peregrinació a La Meca, però no en tots els casos. Escrites en un estil convencional del món àrab, el llibres acabant sent un compendi detallat dels llocs visitats, de les personalitats conegudes, del govern i les costums de cada indret i de tota mena de curiositats viscudes durant el viatge. La crónica més coneguda és la de l'erudit amazic Ibn Battuta del segle XIII, qui va fer un viatge d'uns trenta anys cobrint quasi tot el mòn àrab.
Existeixen tres tipus de rihla:
1. Rihla - viatge dins del propi país, normalment per trobar-se amb altres peregrins abans de partir cap a La Meca
2. Rihla hijaziyya - el viatge a La Meca.
3. Rihla sifariyya - viatges a altres països incloent les ambaixades diplomàtiques.